# Grand Prix Stanów Zjednoczonych 1989
Grand Prix Stanów Zjednoczonych 1989 (oryg. Iceberg United States Grand Prix) – piąta runda Mistrzostw Świata Formuły 1 w sezonie 1989, która odbyła się 4 czerwca 1989, po raz pierwszy na torze Phoenix Circuit.
Było to 26. Grand Prix Stanów Zjednoczonych i jednocześnie 23. zaliczane do Mistrzostw Świata Formuły 1.

## Wyniki

### Wyścig
| Legenda oznaczeń w tabelach wyników Wyświetl szablon na nowej stronie | Legenda oznaczeń w tabelach wyników Wyświetl szablon na nowej stronie                                                                     |
| Oznaczenie                                                            | Wyjaśnienie |
| --------------------------------------------------------------------- | --- |
| Złoty                                                                 | Zwycięzca lub mistrzostwo |
| Srebrny                                                               | 2. miejsce lub wicemistrzostwo |
| Brązowy                                                               | 3. miejsce lub II wicemistrzostwo |
| Zielony                                                               | Ukończył, punktował (w klasyfikacji generalnej, gdy zdobył co najmniej jeden punkt na przestrzeni sezonu, poza trzema powyższymi opcjami) |
| Niebieski                                                             | Ukończył, nie punktował (w klasyfikacji generalnej, gdy nie zdobył co najmniej jednego punktu na przestrzeni sezonu)                      |
| Czerwony                                                              | Nie zakwalifikował się (NZ) |
| Czerwony                                                              | Nie prekwalifikował się (NPK) |
| Różowy                                                                | Nie ukończył (NU) |
| Różowy                                                                | Niesklasyfikowany (NS) (w klasyfikacji generalnej, gdy nie został sklasyfikowany w żadnym wyścigu sezonu)                                 |
| Czarny                                                                | Zdyskwalifikowany (DK) |
| Czarny                                                                | Wykluczony (WYK/EX) |
| Biały                                                                 | Nie wystartował (NW) |
| Biały                                                                 | Kontuzjowany (K/INJ) |
| Biały                                                                 | Wyścig odwołany (OD/C) |
| Bez koloru                                                            | Został wycofany (WYC/WD) |
| Bez koloru                                                            | Nie przybył (NP/DNA) |
| Bez koloru                                                            | Nie brał udziału w treningach (NT/DNP) |
| Bez koloru                                                            | Nie został zgłoszony (–) |
| Pogrubienie                                                           | Start z pole position |
| Kursywa                                                               | Najszybsze okrążenie wyścigu |
| †                                                                     | Nie ukończył, ale jego rezultat został zaliczony ze względu na przejechanie więcej niż 90% dystansu wyścigu.                              |
| *                                                                     | Sezon w trakcie |
| 1/2/3                                                                 | Punktowana pozycja w sprincie |
| Lista systemów punktacji Formuły 1                                    | |

Źródło: Wyprzedź Mnie
| Poz. | Nr. | Kierowca              | Konstruktor           | Okrążeń | Czas/powód NU                      | Poz. start. | Punktów |
| ---- | --- | --------------------- | --------------------- | ------- | ---------------------------------- | ----------- | ------- |
| 1    | 2   | Alain Prost           | McLaren-Honda         | 75      | 2:01:33,133                        | 2           | 9       |
| 2    | 6   | Riccardo Patrese      | Williams-Renault      | 75      | + 39,696                           | 14          | 6       |
| 3    | 10  | Eddie Cheever         | Arrows-Ford           | 75      | + 43,210                           | 17          | 4       |
| 4    | 38  | Christian Danner      | Rial-Ford             | 74      | + 1 okr.                           | 26          | 3       |
| 5    | 20  | Johnny Herbert        | Benetton-Ford         | 74      | + 1 okr.                           | 25          | 2       |
| 6    | 5   | Thierry Boutsen       | Williams-Renault      | 74      | + 1 okr.                           | 16          | 1       |
| 7    | 40  | Gabriele Tarquini     | AGS-Ford              | 73      | silnik                             | 24          |         |
| 8    | 22  | Andrea de Cesaris     | Dallara-Ford          | 70      | + 5 okr.                           | 13          |         |
| 9    | 3   | Jonathan Palmer       | Tyrrell-Ford          | 69      | układ paliwowy                     | 21          |         |
| NU   | 28  | Gerhard Berger        | Ferrari               | 61      | alternator                         | 8           |         |
| NU   | 21  | Alex Caffi            | Dallara-Ford          | 52      | kolizja z de Cesarisem             | 6           |         |
| NU   | 11  | Nelson Piquet         | Lotus-Judd            | 52      | zawieszenie/poślizg                | 22          |         |
| NU   | 36  | Stefan Johansson      | Onyx-Ford             | 50      | zawieszenie                        | 19          |         |
| NU   | 24  | Luis Perez-Sala       | Minardi-Ford          | 46      | przegrzanie/silnik                 | 20          |         |
| NU   | 1   | Ayrton Senna          | McLaren-Honda         | 44      | elektryka                          | 1           |         |
| NU   | 7   | Martin Brundle        | Brabham-Judd          | 43      | hamulce                            | 5           |         |
| NU   | 8   | Stefano Modena        | Brabham-Judd          | 37      | hamulce                            | 7           |         |
| NU   | 27  | Nigel Mansell         | Ferrari               | 31      | alternator                         | 4           |         |
| NU   | 23  | Pierluigi Martini     | Minardi-Ford          | 26      | silnik                             | 15          |         |
| NU   | 12  | Satoru Nakajima       | Lotus-Judd            | 24      | przepustnica                       | 23          |         |
| NU   | 16  | Ivan Capelli          | March-Judd            | 22      | układ przeniesienia napędu         | 11          |         |
| DSQ  | 15  | Maurício Gugelmin     | March-Judd            | 20      | uzupełnienie płynu hamulcowego     | 18          |         |
| NU   | 4   | Michele Alboreto      | Tyrrell-Ford          | 17      | skrzynia biegów                    | 9           |         |
| NU   | 19  | Alessandro Nannini    | Benetton-Ford         | 10      | wyczerpanie kierowcy               | 3           |         |
| NU   | 9   | Derek Warwick         | Arrows-Ford           | 7       | kolizja z de Cesarisem/zawieszenie | 10          |         |
| NU   | 30  | Philippe Alliot       | Larrousse-Lamborghini | 3       | poślizg                            | 12          |         |
| NZ   | 26  | Olivier Grouillard    | Ligier-Ford           |         |                                    |             |         |
| NZ   | 31  | Roberto Moreno        | Coloni-Ford           |         |                                    |             |         |
| NZ   | 25  | René Arnoux           | Ligier-Ford           |         |                                    |             |         |
| NZ   | 29  | Yannick Dalmas        | Larrousse-Lamborghini |         |                                    |             |         |
| NPK  | 18  | Piercarlo Ghinzani    | Osella-Ford           |         |                                    |             |         |
| NPK  | 32  | Pierre-Henri Raphanel | Coloni-Ford           |         |                                    |             |         |
| NPK  | 33  | Gregor Foitek         | Euro Brun-Judd        |         |                                    |             |         |
| NPK  | 17  | Nicola Larini         | Osella-Ford           |         |                                    |             |         |
| NPK  | 41  | Joachim Winkelhock    | AGS-Ford              |         |                                    |             |         |
| NPK  | 39  | Volker Weidler        | Rial-Ford             |         |                                    |             |         |
| NPK  | 35  | Aguri Suzuki          | Zakspeed-Yamaha       |         |                                    |             |         |
| NPK  | 34  | Bernd Schneider       | Zakspeed-Yamaha       |         |                                    |             |         |
| NPK  | 37  | Bertrand Gachot       | Onyx-Ford             |         |                                    |             |         |

Legenda:
- NU - nie ukończył
- NW - nie wystartował
- DSQ - dyskwalifikacja
- NZ - nie zakwalifikował się
- NPK - nie przed-kwalifikował się